# Grande Prêmio do Cinema Brasileiro 2013
É a décima segunda edição do Grande Prêmio Brasileiro de Cinema, organizado pela Academia Brasileira de Cinema, homenageando os melhores filmes em diversas categorias. A edição ocorreu no dia 13 de novembro de 2013 sediada no Cidade das Artes, Rio de Janeiro. O Canal Brasil transmitiu o evento.
A atriz Ruth de Souza foi a homenageada desta edição, que começou sua carreira nos palcos em 1945, sendo a primeira atriz negra a se apresentar no Teatro Municipal do Rio de Janeiro.
Outras homenagens incluíram para o falecido diretor Roberto Santos a ao crítico Ismail Xavier, que recebeu o Prêmio Especial de Preservação.

## Vencedores e indicados[2]
| Melhor Longa-Metragem de Ficção | Melhor Direção |
| --- | --- |
| - Gonzaga - de Pai pra Filho, de Breno Silveira. Produção: Breno Silveira, Eliana Soárez e Marcia Braga. (Conspiração Filmes) - Corações Sujos, de Vicente Amorim. Produção: Vicente Amorim, João Daniel Tikhomiroff, Gil Ribeiro, Michel Tikhomiroff e Caique Ferreira. (Mixer) - Febre do Rato, de Cláudio Assis. Produção: Claudio Assis e Julia Moraes. (Parabólica e Belavista) - Heleno, de José Henrique Fonseca. Produção: José Henrique Fonseca, Rodrigo Teixeira, Eduardo Pop e Rodrigo Santoro. (RT Features) - Xingu, de Cao Hamburger. Produção: Fernando Meirelles, Andrea Barata Ribeiro e Bel Berlinck. (O2 Filmes)                                                     | - Breno Silveira - (Gonzaga - de Pai pra Filho) - Afonso Poyart - (2 Coelhos) - Cao Hamburger - (Xingu) - Cláudio Assis - (Febre do Rato) - Walter Carvalho - (Raul - O Início, o Fim e o Meio) |
| Melhor Atriz | Melhor Ator |
| - Dira Paes - (À Beira do Caminho) - Alessandra Negrini - (2 Coelhos) - Hermila Guedes - (Era uma vez eu, Verônica) - Nanda Costa - (Febre do Rato) - Simone Spoladore - (Sudoeste) | - Júlio Andrade - (Gonzaga - de Pai pra Filho) - Caio Blat - (Xingu) - Daniel de Oliveira - (Boca) - João Miguel - (Xingu) - Rodrigo Santoro - (Heleno) |
| Melhor Atriz Coadjuvante | Melhor Ator Coadjuvante |
| - Ângela Leal - (Febre do Rato) - Leandra Leal - (Boca) - Andrea Beltrão - (Os Penetras) - Dira Paes - (Sudoeste) - Zezé Motta - (Gonzaga - de Pai pra Filho) | - Cláudio Cavalcanti - (Astro, uma fábula urbana em um Rio de Janeiro mágico) - João Miguel - (Gonzaga - de Pai pra Filho) - Ângelo Antônio - (À Beira do Caminho) - Domingos Montagner - (Gonzaga - de Pai pra Filho) - Eduardo Moscovis - (Corações Sujos) |
| Melhor Direção de Fotografia | Melhor Direção de Arte |
| - Heleno - Walter Carvalho - Corações Sujos - Rodrigo Monte - Gonzaga - de Pai pra Filho - Adrian Teijido - Paraísos Artificiais - Lula Carvalho - Xingu - Adriano Goldman | - Corações Sujos - Daniel Flaksman - Xingu - Cássio Amarante - Heleno - Marlise Storchi - Paraísos Artificiais - Cláudio Amaral Peixoto - Gonzaga - de Pai pra Filho - Cláudio Amaral Peixoto |
| Melhor Figurino | Melhor Maquiagem |
| - Heleno - Rita Murtinho - Corações Sujos - Cristina Kangussu - Gonzaga - de Pai pra Filho - Ana Avelar e Cláudia Kopke - Paraísos Artificiais - Cláudia Kopke - Xingu - Verônica Julian | - Heleno - Martín Marcías Trujillo - 2 Coelhos - Doel Sauerbronn - Corações Sujos - Marilu Mattos - Gonzaga - de Pai pra Filho - Martín Marcías Trujillo - Reis e Ratos - Lu Moraes - Xingu - Anna Van Steen |
| Melhor Efeito Visual | Melhor Montagem Ficção |
| - 2 Coelhos - Carlos Faia, Gus Martinez e Chico de Deus - Corações Sujos - Sérgio Farjalla Jr. - Gonzaga - de Pai pra Filho - Cláudio Peralta - Paraísos Artificiais - Robson Sartori - Xingu - Hugo Gurgel | - 2 Coelhos - Afonso Poyart, André Toledo e Lucas Gonzaga - Corações Sujos - Diana Vasconcellos - Gonzaga - de Pai pra Filho - Gustavo Giani e Vicente Krubrusly - Heleno - Sérgio Mekler - Xingu - Gustavo Giani |
| Melhor Roteiro Original | Melhor Roteiro Adaptado |
| - Febre do Rato - Hilton Lacerda - 2 Coelhos - Afonso Poyart - Gonzaga - de Pai pra Filho - Patrícia Andrade - Heleno - Felipe Bragança, Fernando Castets e José Henrique Fonseca - Xingu - Anna Muylaert, Cao Hamburger e Elena Soarez | - Corações Sujos - David França Mendes. Adaptado da obra "Corações Sujos" de Fernando Morais. - Boca - Flávio Frederico e Mariana Pamplona. Adaptado da Obra "Boca do Lixo" de Hiroitode Moraes Joanides. - E Aí... Comeu? - Lusa Silvestre e Marcelo Rubens Paiva. Adaptado da obra teatral "E ai...Comeu?" de Marcelo Rubens Paiva. - Luz nas Trevas – A Volta do Bandido da Luz Vermelha - Helena Ignez. Adaptado da Obra "Luz nas Trevas – A Volta do Bandido da Luz Vermelha" de Rogério Sganzerla. - Menos que Nada - Carlos Gerbase. Adaptado do conto "O diário de Redengonga" de Arthur Schnitzler. |
| Melhor Longa-Metragem Documentário | Melhor Longa-Metragem Infantil |
| - Raul - O Início, o Fim e o Meio, de Walter Carvalho. Produção: Denis Feijão e Alain Fresnot. (ElixirEntretenimento e A.F Cinema e Vídeo) - 5x Pacificação, de Cadu Barcellos, Luciano Vidigal, Rodrigo Felha e Wagner Novais. Produção: Renata Almeida Magalhães e Carlos Diegues. (Luz Mágica Produções) - A Música segundo Tom Jobim, de Dora Jobim e Nelson Pereira dos Santos. Produção: Márcia Pereira dos Santos, Mauricio Andrade e Rodrigo Saturnino Braga. (Regina Filmes, Videofilmes e Sony Pictures) - Tropicália, de Marcelo Machado. Produção: Denise Gomes e Paula Cosenza. (BossaNovaFilms) - Uma Longa Viagem, de Lúcia Murat. Produção: Lucia Murat. (Taiga Filmes) | - Peixonauta - Agente Secreto da O.S.T.R.A., de Célia Catunda e Kiko Mistrorigo. Produção: Célia Catunda, Kiko Mistrorigo e Ricardo Rozzino. (TV PinGuim) - 31 Minutos, o Filme, de Álvaro Diaz e Pedro Peirano. Produção: Juan Manuel Egaña, Mascos Didonet, Vilma Lustosa e Walkiria Barbosa. (Aplaplac e Total Entertainment) - Brichos - A Floresta é Nossa, de Paulo Munhoz. Produção: Daniella Michelena e Paulo Munhoz. (Tecnokena) - Cocoricó Conta Clássicos, de Fernando Gomes. Produção: Giseli Malafronte, Patricia Barretos, Fernanda Pedroso, Regina Aranha. (TV Cultura)                      |
| Melhor Montagem de Documentário | Melhor Som |
| - Raul - O Início, o Fim e o Meio - Pablo Ribeiro - A Música segundo Tom Jobim - Luelane Correa - Marcelo Yuka no caminho das setas - Jordana Berg - Marighella - Vânia Debs - Tropicália - Oswaldo Santana | - Gonzaga - de Pai pra Filho - Alessandro Laroca, Armando Torres Jr., Eduardo Virmond Lima, Renato Calaça e Valéria Ferro. - 2 Coelhos - André Tadeu, Rodrigo Ferrante, Lia Camargo e Tide Borges. - À Beira do Caminho - Alessandro Laroca, Armando Torres Jr. e Valéria Ferro. - Paraísos Artificiais - Alessandro Laroca, Armando Torres Jr., Eduardo Virmond Lima e Leandro Lima. - Xingu - Alessandro Laroca, Armando Torres Jr., Eduardo Virmond Lima e Paulo Ricardo. |
| Melhor Trilha Sonora | Melhor Trilha Sonora Original |
| - A Música segundo Tom Jobim - Paulo Jobim - E Aí... Comeu? - Plínio Profeta - Luz nas Trevas – A Volta do Bandido da Luz Vermelha - Helena Ignez, Lúcio Branco, Rodrigo Lima e Sinai Sganzerla - Reis e Ratos - Caetano Veloso e Mauro Lima - Tropicália - Alexandre Kassin - Violeta foi para o Céu - José Miguel Miranda e José Miguel Tobar | - 2 Coelhos - André Abujamra e Márcio Nigro - Corações Sujos - Akihiko Matsumoto - Gonzaga - de Pai pra Filho - Berna Ceppas - Heleno - Berna Ceppas - Xingu - Beto Villares |
| Melhor Curta-Metragem Ficção | Melhor Longa-Metragem Estrangeiro |
| - Laura, de Thiago Valente - A Mão que Afaga, de Gabriela Amaral Almeida - A Melhor Idade, de Angelo Defanti - A onda traz, o vento leva, de Gabriel Mascaro - O Duplo, de Juliana Rojas | - Intocáveis, de Olivier Nakache e Eric Toledano - A Invenção de Hugo Cabret, de Martin Scorsese - A Separação, de Asghar Farhadi - Argo, de Ben Affleck - As Aventuras de Pi, de Ang Lee |

### Votos Populares
- Melhor Longa-Metragem Ficção: Febre do Rato, de Cláudio Assis.
- Melhor Longa-Metragem Documentário: Raul - O Início, o Fim e o Meio, de Walter Carvalho.
- Melhor Longa-Metragem Estrangeiro: Intocáveis, de Olivier Nakache e Eric Toledano.

## Resumo
Filmes que tiveram mais de uma indicação:
- 15 indicações: Gonzaga - de Pai pra Filho
- 13 indicações: Xingu
- 10 indicações: Corações Sujos
- 9 indicações: Heleno
- 8 indicações: 2 Coelhos
- 5 indicações: Febre do Rato e Paraísos Artificiais
- 3 indicações: Raul - O Início, o Fim e o Meio, À Beira do Caminho, Boca, A Música segundo Tom Jobim e Tropicália
- 2 indicações: Sudoeste, Reis e Ratos, E Aí... Comeu? e Luz nas trevas – a volta do Bandido da luz Vermelha

Filmes brasileiros vencedores:
- 5 vitórias: Gonzaga - de Pai pra Filho
- 4 vitórias: Heleno
- 3 vitórias: Raul - O Início, o Fim e o Meio, Febre do Rato e 2 Coelhos
- 2 vitórias: Corações Sujos
- 1 vitória: À Beira do Caminho, Peixonauta - Agente Secreto da O.S.T.R.A., Boca, Astro, uma fábula urbana em um Rio de Janeiro mágico, Xingu e A Música segundo Tom Jobim